# Тимаген
Тимаген от Александрия (на гръцки: Τιμαγένης; на латински: Timagenes) e гръцки историк и учител по реторика от 1 век пр.н.е.
Тимаген е от Александрия в Египет. Той идва през 55 пр.н.е. като военен пленник на Авъл Габиний в Рим. Фауст Корнелий Сула, синът на диктатор Сула го откупва и той се настанява в Рим.
Тимаген се запознава с Марк Антоний, по-късно е в кръга около Август. Заради острия си език се скарва с Август, който го лишава от своето благоволение (amicitia). Тогава историкът Гай Азиний Полион го приютява като става новия му патрон.
Тимаген пише много книги, от които са запазени някои фрагменти. Между тях са „История на Галия“, която се споменава от Амиан Марцелин и „История на Александър“. Тимаген пише „Универсална история“ „Peri Basileon“ („За царете“) от времето на царете от елинизма до Юлий Цезар.
Универсалната история на Тимаген се цитира и използва после от много историци като източник. Апиан, Квинт Курций Руф, Помпей Трог го ползват като източник. Цитиран е и от Плутарх и Страбон. Квинтилиан го нарича значителен историк.
По-късната „Универсална история“ на Помпей Трог вероятно е превод на универсалната история на Тимаген на латински.